# 시카고 컵스
시카고 컵스(영어: Chicago Cubs)는 미국 일리노이주 시카고를 연고지로 하는 프로 야구 메이저 리그의 내셔널 리그 중부 지구 소속이다.
1870년 시카고 화이트 스타킹스(Chicago White Stockings)라는 이름으로 시작했고, 1903년에 새끼 곰(cub)을 상징물로 하는 지금 명칭으로 바뀌었는데 샌디에이고 파드레스가 1973년 말 워싱턴 이전설 당시 해당 팀처럼 곰 마스코트인 '팬더스'가 한때 거론됐으며 '팬더스' 외에도 '스타즈'가 팀명 물망에 올랐다. 전체 역사를 오직 시카고라는 한 도시에서만 있었던 미국에서 현존하는 가장 오래된 스포츠 클럽이며 남아있는 두 내셔널 리그 창립 일원 중 하나이다(다른 하나는 애틀랜타 브레이브스).
컵스는 티디 아메리트레이드(TD Ameritrade)를 창업한 조 리키츠(Joe Ricketts)의 아들인 토머스 리키츠(Thomas S. Ricketts)가 현재 구단주이다.
컵스의 1906년 116승은 .763이라는 현대 야구 최고의 승률로서 아직도 깨지지 않고 있다(2001년 시애틀 매리너스도 116승을 했다). 같은 해 처음으로 월드 시리즈에 진출했으나 같은 도시의 라이벌인 시카고 화이트삭스에 4-2로 패했다. 그 후 1907년과 1908년 연속으로 월드 시리즈에 진출하며 최초 3년 연속 진출 및 2년 연속 우승한 팀이 되었다. 1908년 이후 7번을 더 월드 시리즈에 진출했으며 가장 최근은 2016년이다. 108년동안 우승하지 못하여 북미 프로 스포츠 팀 중에서 가장 오랫동안 우승을 못하고 있는 팀이었으며, 그래서 '사랑스런 패배자들'(Lovable Losers)라고 불리기도 하는데 2016년 리그 우승을 한데에 이어 1908년 월드시리즈 우승 이후 108년 만에 염소의 저주를 깨고 월드시리즈에서 챔피언이 되었다. "노스 사이더스(The North Siders)"라는 별명으로도 알려져 있는데 이는 1916년부터 홈구장으로 쓰인 리글리 필드가 시카고 북부에 위치한 레이크뷰(Lake View)지역 웨스트 애디슨가(West Addison Street) 1060번지에 있기 때문이다. 주 라이벌 팀은 세인트루이스 카디널스다.

## 역사

### 초창기

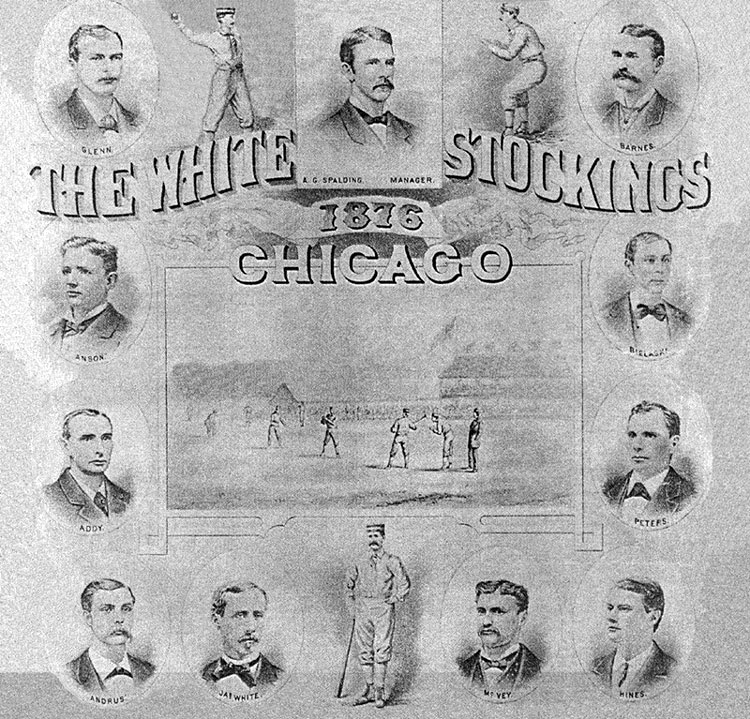
1876년 시카고 화이트 스타킹스

1870년 시카고 화이트스타킹스(Chicago White Stockings)로 출발해 내셔널 어소시에이션에서 두 시즌을 보냈지만, 1871년 시카고 대화재로 인해 1873년까지 시즌을 참가하지 못했다. 1876년 새로 생긴 내셔널 리그의 창단 구성원으로 들어간다. 이 후 1886년까지 슈퍼스타 캡 앤슨의 활약과 함께 총 6번의 리그 우승을 차지했다. 1890년 팀명을 시카고 콜츠(Chicago Colts)로 바뀌는데 캡 앤슨 덕분에 종종 앤슨의 콜츠(Anson's Colts)로 불리기도 했다. 앤슨은 메이저 리그 역사상 처음으로 3000안타를 친 선수이다. 1897년, 지난 22년간을 감독과 선수로 뛰었던 앤슨을 컵스가 그를 방출하자 한 지역신문 기자를 시작으로 팀명을 '오펀스(Orphans, 고아들)'이라고 부르기 시작했다. 1900년 시즌 후 아메리칸 리그가 창설되자 시카고 남쪽에 화이트스타킹스 이름을 가져간 신생 팀이 창단되었다.
1902년 새 구단주가 들어서며 이름도 컵스로 바뀐다. 그러나 1907년까지 공식적으로 쓰이지는 않았다. 이 시기 유명한 컵스의 내야수 조 팅커, 조니 에버스(Johnny Evers) 그리고 프랭크 챈스는 막강한 더블플레이 조합으로 명성을 떨치는데 한 시인이 "야구에서 가장 슬픈 어휘(Baseball's Sad Lexicon)"라는 시로 이를 칭송하기도 했다. 투수로는 모데카이 브라운, 잭 테일러(Jack Taylor), 에드 로일바크(Ed Reulbach), 잭 피스터(Jack Pfiester) 그리고 오벌 오버올(Orval Overall) 등이 큰 활약을 했다. 프랭크 챈스가 선수 겸 감독으로 활약한 시기에는 5년 동안에 4번의 리그 우승과 2번의 월드시리즈 우승을 차지한다. 베테랑 포수 조니 클링(Johnny Kling)이 포켓볼 선수가 되기 위해 팀을 떠난 1909년 컵스는 리그 우승을 놓친다. 역사가들은 그의 부재가 큰 원인이었다고 말한다. 다음 해 그가 돌아왔을 때 컵스는 리그 우승을 차지하지만 월드시리즈 우승은 못했다. 1916년에는 홈구장을 웨스트 사이드 파크(West Side Park)에서 Weeghman Park(지금의 리글리필드(Wrigley Field))로 옮기고 1918년 리그 우승을 한다. 그러나 보스턴 레드삭스에게 월드시리즈에서 패한다. 1921년 빌 리글리(Bill Wrigley)가 새 구단주가 되면서 빌 비크(Bill Veeck, Sr). 사장과 함께 1930년대까지 "더블-빌(double-Bills)" 시대를 이끌어간다.

### 리글리 시대

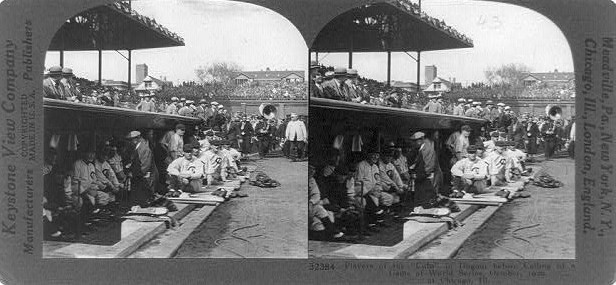
1929년 월드 시리즈 당시 컵스의 덕아웃.

컵스는 1929년, 1932년, 1935년 그리고 1938년에 리그 우승을 한다. 그러나 월드시리즈에서 AL의 라이벌 팀들에게 모두 패한다. 그 중 1932년 월드시리즈는 베이브 루스의 유명한 예고 홈런이 있던 시리즈였다. 1930년 컵스의 거포 핵 윌슨은 56홈런과 191타점이라는 어마어마한 시즌을 보냈고 6명의 명예의 전당을 배출한 팀이었다(윌슨, 하트넷, 혼즈비, 켈리, 카일러, 감독 매카시). 그 때의 팀타율 .309는 아직도 컵스의 기록으로 남아있다. 1935년에는 21연승으로 MLB 사상 최장 연승기록을 세우며 리그 우승을 차지한다. 또한 1938년에는 피츠버그 파이리츠와 1위 경쟁하는 시즌 막판, 야간 조명시설이 없던 리글리필드에서 어둠으로 인해 재시합이 될 직전에 개비 하트닛(Gabby Hartnett)이 지금도 노래와 이야기로 전설처럼 회자되는 황혼의 끝내기 홈런을 때려 리그 우승을 하기도 했다. 두 명의 빌(Bill)이 죽은 후, 아들 P.K. 리글리가 구단을 승계했지만 1938년 이후 뚜렷한 성과 없이 1981년까지 리글리 가문에 의해 운영된다.
제2차 세계대전이 종전한 해에 컵스는 98-56의 성적으로 리그 우승을 한다. 당시에는 전시 여행제한으로 월드시리즈 첫 3게임을 디트로이트에서 했는데 2승 1패를 안고 시카고로 왔다. 4차전이 있는 날 자신과 염소의 표까지 두장을 사서 야구장에 입장한 빌리 시아니스(Billy Sianis)가 게임 중 왔다갔다 하자 염소에게서 악취가 난다는 이유로 나가라고 하자 "컵스, 그들은 다시는 우승하지 못할 것이다"라는 말을 했다고 전해진다. 결국 4차전도 지고 시리즈도 졌다. 이것을 두고 사람들은 월드시리즈에 진출하지 못하게 하는 "염소의 저주"를 그가 컵스에게 내린 거라고 말한다.
그 후 어니 뱅크스나 행크 사우어 같은 걸출한 선수가 있었지만 전체적으로 실력이 낮은 선수들이 많았고 내야수와 감독으로 오랫동안 컵스에 있었던 필 카바레타의 해고, 구단주의 잘못된 판단, 트레이드 실패 등으로 20여년간 암흑 속에 있어야 했다.
어니 뱅크스 외에 론 산토, 퍼거슨 젱킨스, 빌리 윌리엄스와 같은 레전드들이 활약했던 1960년대 후반의 컵스는 1967년, 1968년 연속으로 위닝시즌을 달성하며 20년 만에 르네상스 시기를 맞이한다. 리오 더로셔 감독이 이끌던 1969년에도 8월 중순까지 내셔널리그 동부지구에서 크게 앞서고 있었다. 8월 19일 켄 홀츠먼(Ken Holtzman)이 노히트게임을 달성했을 때 세인트루이스 카디널스와 8.5게임차, 뉴욕 메츠와는 9.5게임차까지 벌려놨다. 9월 2일 컵스는 84-52, 메츠는 77-55 그러나 그 후 컵스는 연패를 메츠는 연승을 한다. 뉴욕에서 메츠에게 연패한 후 84-58로 이제 겨우 반게임 앞서게 된다. 그 후 루징 시즌이던 필리스에게도 연패하며 84-60, 메츠는 85-57로 컵스를 앞서게 된다. 그 동안 메츠는 10연승을 했고 컵스는 세인트루이스에서 8연패가 멈춘다. 7년전만 해도 120패를 했던 메츠는 결국 리그 우승과 함께 월드시리즈 우승까지 차지하는 기적을 보여준다. 92-70이란 좋은 성적에도 불구하고 컵스는 시즌 마지막 45일 동안 메츠에게 17.5게임을 잃고 역전을 당한 것이다.

### 트리뷴 컴퍼니 시대

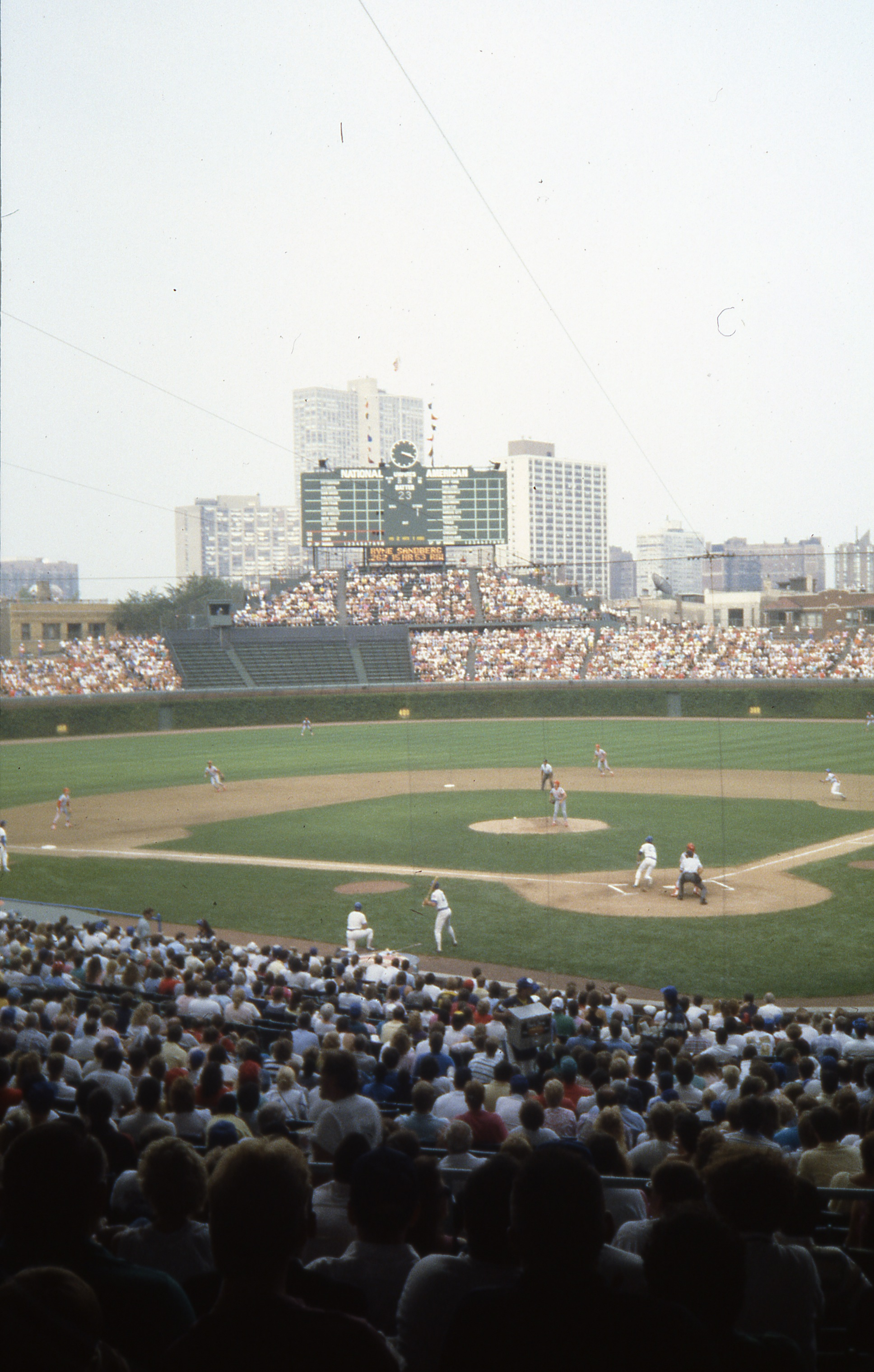
홈런을 치는 샌버그, 9-2-1988년

P.K. 리글리가 1977년에 작고하자 리글리 가문은 1981년 구단을 시카고 트리뷴에 매각한다. 1981년 새 단장으로 댈러스 그린 영입을 시작으로 라인 샌드버그, 래리 보와와 같은 젊은 선수들을 영입하고 새 감독으로 짐 프레이, 3루 코치에 돈 짐머, 투수 코치에 빌리 코너스를 임명하는 등 선수, 프런트, 코치 등에 변화의 바람을 가져온다. 겨울은 물론 스프링캠프와 미드 시즌 중에도 각종 트레이드와 자유 계약 선수들을 영입하며 1984년에는 매우 강력한 라인업과 투수진을 구성한다.
컵스는 6월 23일 NBC에서 전국 중계된 세인트루이스와의 경기에서 약진의 시작을 보여준다. 흔히 '샌버그 게임'으로 유명한 이 경기에서 카디널스의 마무리 브루스 서터에게 한 번도 아니고 두 번씩이나 동점 홈런을 쳐내 역전의 발판을 만들어주면서 샌드버그는 일약 슈퍼스타로 떠올랐고 이때부터 컵스는 아무도 넘볼 수 없는 동부지구 1위를 고수한다(서부 지구의 파드리스 제외).
서부지구 우승자 파드리스와의 내셔널리그 챔피언스전에서 첫 두 게임을 이긴 컵스는 월드시리즈로 가기위한 단 1승을 남긴 채 샌디에고로 향한다(당시에는 5전 3선승제). 그러나 3, 4차전을 모두 패하고 마지막 5차전에서 그 해 사이영 수상자 릭 서트클리프가 마운드를 지킨 컵스는 7회 3-2 앞선 상황에서 1루수 레온 던햄이 1루 강습 타구를 글러브 밑으로 공을 빠뜨리는 바람에 7회 4실점을 하며 3-6으로 패하고 또 다시 월드시리즈 문턱에서 좌절한다. 그 해 시즌은 이렇게 극적으로 끝났지만 오랜 잠에서 팀을 깨웠고 모든 컵스팬들에게 새로운 시대를 알리는 의미있는 시즌이었다. 월드시리즈에서 파드리스가 단 1승만을 하며 싱겁게 끝나자 야구전문가들은 컵스였다면 적어도 2승은 했을거라며 컵스가 진출하지 못한 걸 아쉬워했다.
1989년은 지난 해 야간조명시설을 갖춘 후 맞는 첫 풀 시즌이었다. 새 감독 돈 짐머와 라인 샌버그, 릭 서트클리프, 앤드리 도슨 같은 베테랑 선수들과 마크 그레이스, 숀 던스턴, 그레그 매덕스, 그 해 신인왕 제롬 월턴(Jerome Walton) 그리고 그 해 신인왕 2위의 드와이트 스미스(Dwight Smith) 같은 신인들로 신구조화를 이루며 93승으로 또 한번 NL 동부지구 우승을 차지한다.
리그 챔프전에서 샌프란시스코 자이언츠와 만났는데 시카고에서 1승 1패를 하고 샌프란시스코에서는 3게임 모두 앞서던 상황에서 불펜의 난조와 감독의 실수로 모두 패한다. 이 시리즈에서 컵스의 마크 그레이스는 17타수 11안타와 8타점을 올린다. 한편 자이언츠의 윌 클라크(Will Clark)가 매덕스에게 홈런을 쳤는데 그는 컵스 감독이 매덕스를 만나러 마운드에 갔을 때 매덕스의 다음 공이 무엇인지 눈치 챘다고 한다. 그 후 매덕스는 마운드에서 대화할 때는 글러브로 입을 가리게 되었고 오늘날 투수들이 입을 가리는 시초가 되었다.

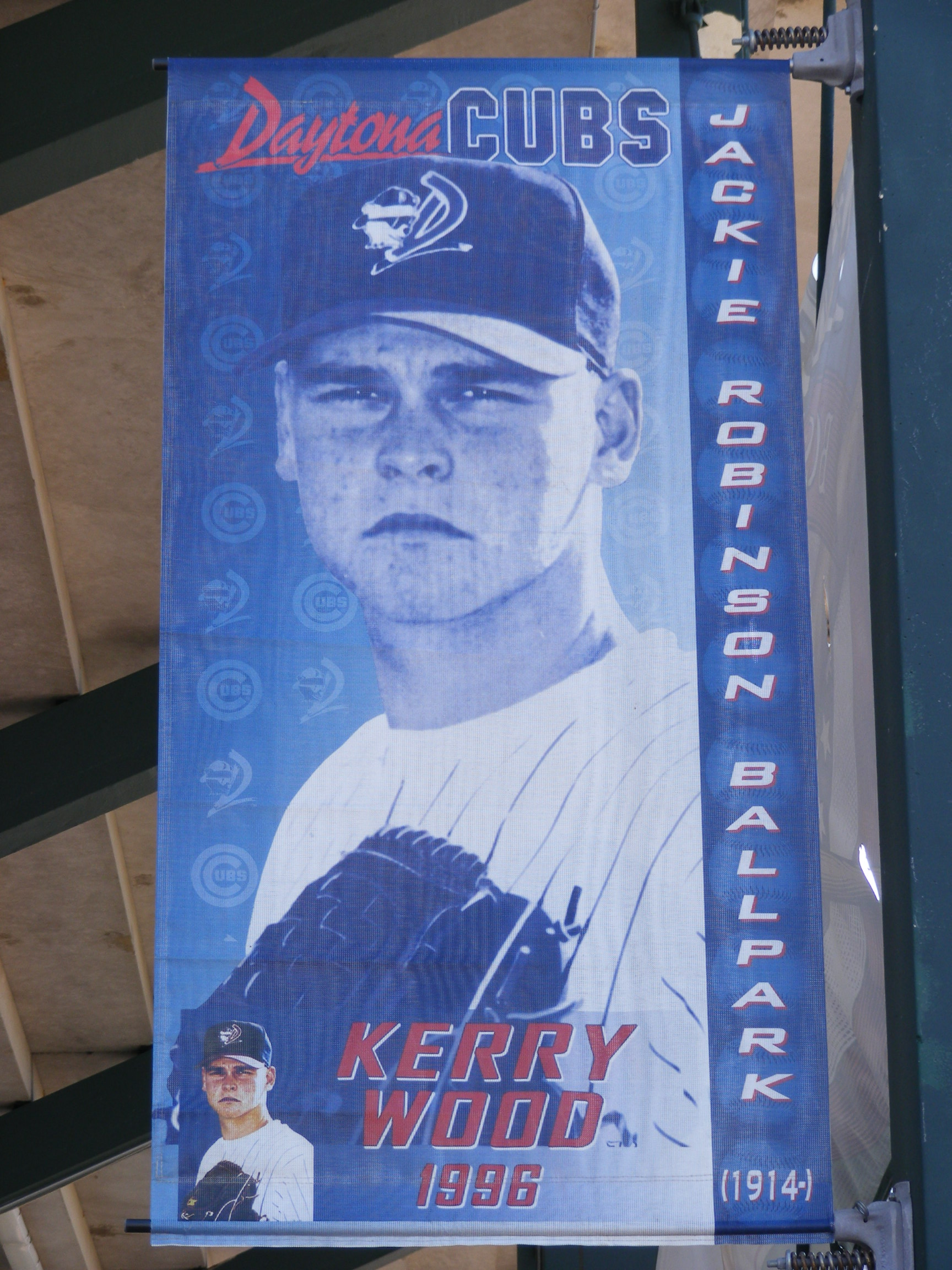
마이너 시절의 키드 K

1998년 시즌은 전설적 스포츠 캐스터 해리 케리의 사망소식으로 침울하게 시작한다. 샌버그의 은퇴와 던스턴의 이적으로 생긴 자리를 메꾸고 새미 소사를 보호하기 위해 헨리 로드리게스를 영입하는데 첫 해 31홈런을 친다. 무엇보다 새미 소사와 신인 강속구 투수 케리 우드로 인해 컵스는 미디어의 집중 조명을 받는데 우드는 휴스턴 애스트로스전에서 단 하나의 안타와 MLB 기록인 20삼진을 달성하며 "키드 K"라는 별명과 함께 그 해 신인왕을 차지한다. 소사는 6월 한 달에 20개 홈런이라는 MLB 기록을 세웠고 홈런 경쟁자인 마크 맥과이어와 함께 세계적인 수퍼스타로 등극한다. 맥과이어는 한 시즌 홈런 70개로 MLB 기록을 세웠으며 소사는 타율 .308과 66 홈런으로 NL MVP를 받는다. 마지막 날까지 알 수 없었던 자이언츠와의 와일드카드 경쟁이 결국 같은 승률로 끝나자 리글리필드에서 원게임 플레이오프를 치루는데 개리 개티(Gary Gaetti)의 홈런으로 컵스는 최종성적 90-73로 다시 한번 플레이오프에 진출한다. 그러나 이 후 팀타율 .183과 4득점이라는 급격한 타격침체로 애틀랜타에게 스윕패 한다.
지난 해 승진한 짐 헨드리 단장은 더스티 베이커를 새 감독으로, 피츠버그에서 케니 로프턴과 아라미스 라미레즈를 영입하고 케리 우드와 마크 프라이어를 앞세운 막강한 투수진을 갖춘다. 9월 초 리글리필드에서 5게임중 4게임을 이기며 세인트루이스의 플레이오프 진출을 좌절시키고 마침내 14년 만에 불운했던 컵스가 지구우승을 차지한다. 디비전시리즈에서도 애틀랜타를 극적으로 이기며 1908년 이후 처음으로 포스트시즌 승리를 따낸다.
마이애미 말린스와의 리그 챔프전에서는 5차전까지 3-2로 앞선 컵스가 마크 프라이어를 6차전에 선발로 올리며 7회까지 3-0으로 앞섰지만 8회초 1사 후 그 유명한 스티브 바트먼 사건이 발생한다. 결국 관중석 안에서 벌어진 일이기 때문에 관중의 개입으로 인정되지 않았다. 그 후 관중들의 분노 속에서 유격수 알렉스 곤잘레스의 실수로 만루상황이 되고 대거 8실점 하며 패배한다. 마지막 7차전에서 케리 우드를 내세웠지만 이미 사기가 떨어진 컵스는 초반 리드를 지키지 못하고 패해 월드시리즈 진출이 좌절된다.
지난 해 월드시리즈 진출은 실패했지만 2004년은 많은 미디어로부터 강력한 우승후보로 거론된다. 더구나 최희섭을 주고 받아 온 데릭 리와 매덕스의 귀환으로 더욱 기대를 갖게했다. 그러나 불운은 여전히 컵스를 강타했다. 8게임 남은 9월 25일, 컵스는 1.5게임차로 와일드카드 선두에 있었고 2.5게임차로 벌릴 찬스였지만 불펜투수 라트로이 호킨스가 블론세이브를 하며 연장전에서 메츠에게 패한다. 기가 꺽인 컵스는 남은 8게임에서 6패를 하며 휴스턴에게 와일드카드를 뺏겼다.
비록 89승을 했지만 시즌 마지막 게임에서 게임중 이탈하고 이를 공개적으로 거짓말 한 새미 소사를 트레이드하는 등 언짢은 시즌이었다. 소사는 이미 코르크배트 사건 이 후 클럽하우스 안에서 문제도 있어서 많은 팬, 동료들과 소원해지고 평판도 나빠진 상태였다(락커룸에서 시끄러운 살사음악을 틀어 동료들이 지친상태). 또한 에이스 마크 프라이어와 케리 우드의 계속된 부상 그리고 인기 라디오캐스터 스티브 스턴과 불펜투수 켄트 머커의 논쟁도 한 몫했다. 2005년은 데릭 리의 커리어 최고 활약과 마무리 라이언 뎀스터의 출현이 있었지만 컵스는 더 좋아지지 않았다. 핵심 선수들의 계속되는 부상으로 79승으로 마친다. 2006년은 66-96로 지구 최하위였다.
실망스런 2006년을 보내고 컵스는 오프시즌 중 리툴링을 하여 지구 우승을 차지한다. 알폰소 소리아노와 8년 1억3천6백만불에 계약하고 새 감독으로 루 피넬라를 임명한다. 마이클 배럿과 카를로스 잠브라노의 덕아웃 싸움 등 출발은 좋지 않았으나 85-77로 시즌 내내 앞서던 밀워키 브루어스를 따돌리고 중부지구 우승을 한다. 포수 배럿을 샌디에이고 파드리스로 보내고 베테랑 포수 제이슨 켄달을 영입한다. 9월에는 신인 포수 헤오바니 소토를 올려 풀타임 주전포수로 켄달을 대신한다.
애리조나와의 디비전시리즈에서는 4차전을 대비한다는 이유로 브랜던 웹과의 에이스 대결에서 6회 후 카를로스 잠브라노를 강판시키며, 피넬라 감독이 이해할 수 없는 선수 운용을 한다. 결국 1차전을 패한 후 심각한 적시타 부재로 스윕당한다. 한편 자금난에 빠진 트리뷴사는 컵스 구단을 포함 부동산 거물인 샘 젤에게 매각된다. 그러나 샘 젤은 야구단 운영엔 관심없고 되팔려고만 했다.
오프시즌 중 볼티모어 오리올스와의 브라이언 로버츠 트레이드는 성사되지 않았지만 일본인 외야수 후쿠도메 고스케를 영입한다. 시즌 초 좋은 출발과 함께 2008년 4월에는 통산 10,000승을 이룩한다. 시즌 중 리드 존슨, 짐 에드먼즈, 리치 하든을 영입한다. 전반기 NL에서 가장 좋은 성적을 달성하고 그 해 신인왕인 지오바니 소토를 포함 NL 타이기록인 8명의 올스타 선수를 배출한다. 허리케인 아이크(Ike)의 영향으로 밀워키의 홈구장인 밀러 파크에서 열린 휴스턴과의 경기에서는 에이스 잠브라노가 노히트게임을 달성한다. 6일 후 세인트루이스를 이기고 또 다시 중부지구 우승을 차지한다. 최종 성적은 97승 64패였다. 로스앤젤레스 다저스와의 디비전시리즈 1차전에서는 뎀스터가 제임스 로니에게 만루홈런을 맞으며 초반 리드를 지키지 못하고 패한다. 그 결과 기세가 꺽인 컵스는 다저스에게 스윕당한다.

### 리키츠 시대
2009년 리키츠 가문이 컵스구단의 대주주가 된다. 트리뷴사의 파산과 구단의 매각이란 어수선한 상황으로 인해 3년 연속 중부지구 우승을 노렸던 컵스는 지난해보다 못한 투자로 오프시즌을 마친다. 7월까지 컵스는 치열한 1위 경쟁을 하지만 8월에 세인트루이스가 20-6의 놀라운 성적을 내자 와일드카드 경쟁으로 내몰리고 결국 플레이오프 진출에 실패한다. 그 해 컵스는 오프닝데이 선발 라인업을 시즌 동안 단 3번만 구성해보는 심각한 선수들의 부상으로 시달린다. 5월 초 어깨부상으로 아라미스 라미레즈는 두 달 동안 뛰지 못하고 핵심 선수인 데릭 리(그 해 타율 .306 35홈런 111타점), 소리아노, 소토 등도 지속적인 통증으로 치료를 받게된다. 83-78의 성적으로 1972년 이후 처음으로 3년 연속 위닝시즌을 달성하고 10월 초에는 MLB 구단주협회가 리키츠 가문을 컵스의 새 구단주로 승인한다.

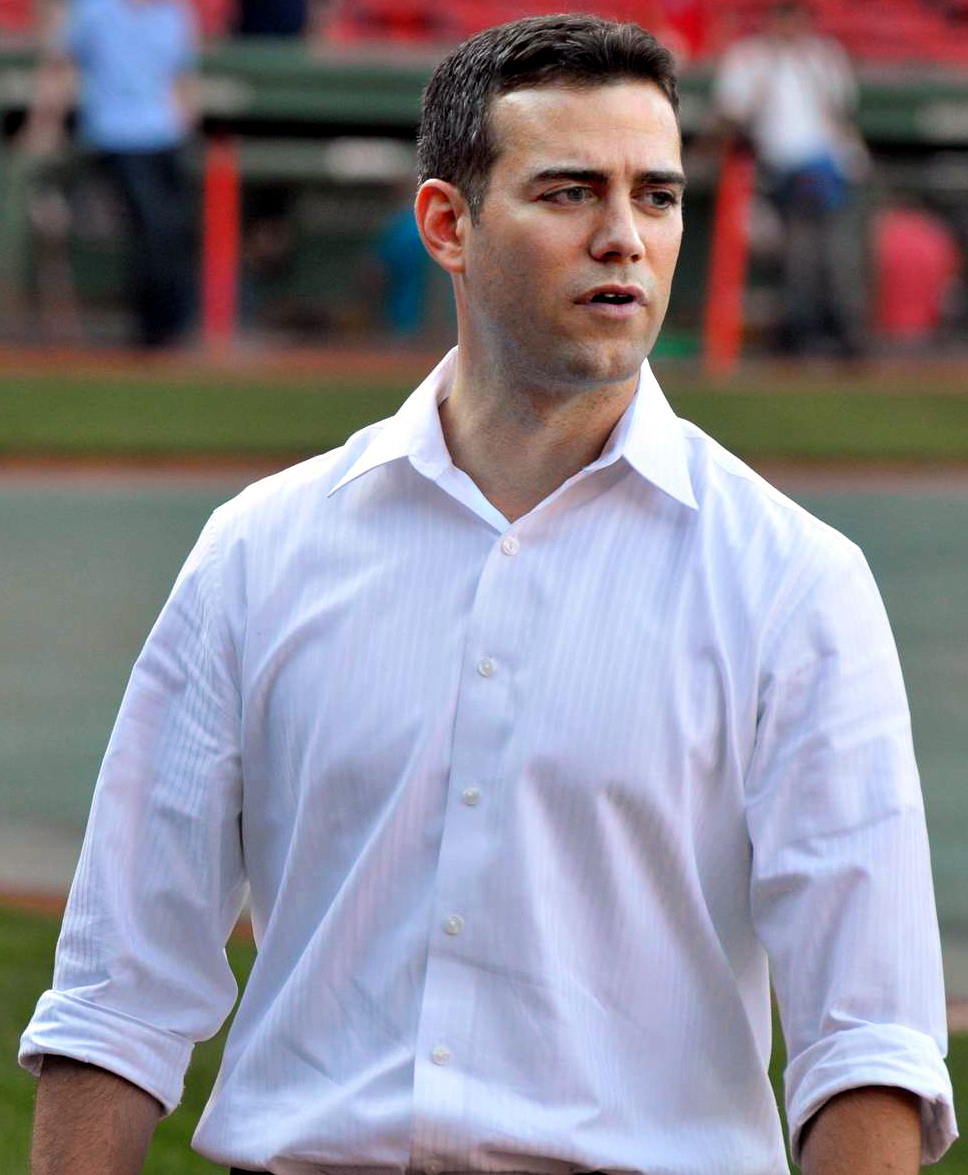
테오 엡스테인 사장

2010년, 이미 하락세로 접어든 컵스는 시즌 초부터 부진한 출발을 보였으며 잠브라노와 데릭 리의 싸움으로 인한 잠브라노의 무기한 징계, 피넬라 감독의 개인사정으로 인한 시즌 중 사임 등 내홍까지 겪었지만 AA에서 바로 메이저로 콜업되어 데뷰전에서 1홈런과 3루타 6타점(데뷰경기에서 6타점은 MLB 최초)을 기록한 유격수 스탈린 카스트로를 발굴하기도 했다. 12월 3일에는 컵스에서 13 시즌을 3루수로 뛰고 영구 결번 된 방송인으로도 유명한 론 산토가 지병으로 세상을 떠난다. 명예의 전당에 오르지 못한 가장 위대한 선수들 중의 하나라는 평가를 받았지만 결국 그의 사후에야 명예의 전당에 헌액된다.
맷 가자와 카를로스 페냐를 영입한 2011년도 역시 루징시즌으로 끝난다. 시즌 후 구단주는 구단에 새로운 철학을 심어 넣으려 시오 엡스타인을 사장으로 영입한다. 엡스타인은 단장으로 제드 호이어, 신임 감독으로 데일 스웨임을 임명하고 대대적인 리딜딩을 선언한다.
리빌딩 첫 해인 2012년, 시즌 중 케리 우드가 은퇴하고 뎀스터와 소토를 텍사스에 팔아 유망주들을 받아왔으며 젊고 유망한 선수들을 발굴 육성하고 팜 시스템을 강화하는데 최우선 정책을 세운다. 2013년에도 가자를 텍사스에 팔아 유망주와 우수한 불펜 투수들을 받아오고 알폰소 소리아노를 양키스에 팔아 역시 유망주를 받아온다. 6월 신인 드레프트에서는 대학타자인 크리스 브라이언트를 지명한다. 9월 30일 엡스타인은 젊은 선수들의 성장이 정체되어 있자 2년 만에 스웨임감독을 해고하고 릭 렌테리아를 새 감독으로 임명한다.
2015년 1월 23일 미스터 컵으로 불리며 팬들의 사랑을 받아 온 어니 뱅크스가 세상을 떠난다. 2014년 11월 2일 컵스는 렌테리아 감독을 해임하고 새 감독 조 매든과 5년 계약을 체결한다. 12월 10일에는 투수 존 레스터와 6년 1억 5천 5백만 불에 계약한다. 지난 3년간의 리빌딩 과정에서 발굴 육성한 나이 어린 선수들로 구성된 2015년 컵스는 올스타전까지 47-40를 기록하며 순항 중이다. 2016년 11월 3일 클리블랜드 인디언스와의 월드시리즈에서 우승을 하면서 108년 동안 컵스를 괴롭힌 '염소의 저주'에서 벗어났다.

## 기억할 만한 사건과 기록들
머클의 본헤드 플레이
1908년 9월 23일 리그 우승을 놓고 경쟁하던 컵스와 샌프란시스코 자이언츠는 시즌 마지막 경기에서 우승을 가리게 되었다. 자이언츠의 홈구장인 폴로 그라운드에서 9회말 주자는 1루와 3루, 투아웃, 점수는 동점인 상황에서 자이언츠의 앨 브리드웰(Al Bridwell)이 안타를 치자 3루 주자인 무스 매코믹(Moose McCormick)이 홈플레이트를 밟으며 자이언츠가 승리하는 듯 했다. 그러나 1루 주자인 신인 프레드 머클은 기쁨에 환호하는 관중들이 필드로 몰려 들어오자 2루로 진루하지 않고 야구장을 떠난다. 이를 눈치 챈 컵스의 내야수 조니 에버스가 외야수에게 공을 달라고 외친다. 그런데 외야수가 던진 공을 자이언츠의 투수인 조 맥기니티(Joe McGinnity)가 중간에 낚아 채서 멀리 관중석으로 던져버린다. 에버스는 결국 그 공을 찾아와 2루 베이스를 터치하고 심판에 호소하자 심판은 아웃을 선언하고 관중들 때문에 난장판이 된 야구장은 동점인 상태로 경기를 끝낸다. 우여곡절 끝에 최종 승자를 가리는 원게임 플레이오프를 치르게 되고 컵스가 승리하여 월드시리즈에 진출한다.
베이브 루스의 예고홈런
1932년 10월 1일 컵스와 뉴욕 양키스의 월드시리즈 3차전에서 양키스의 베이브 루스가 타석에 들어서면서 손가락으로 리글리필드의 중앙 외야관중석을 가리킨 후 그 쪽으로 홈런을 쳤다고 전해진다. 이것이 사실인지 아닌지는 아직도 의견이 분분하다고 한다. 그러나 이 홈런으로 그 해 양키스의 우승을 도았고 1935년 은퇴하기까지 포스트시즌에서 친 15번째이자 마지막 홈런인 건 확실하다.
리글리필드 폭동
거포 홈런타자 핵 윌슨은 전투적인 성격이었고 툭하면 상대선수나 팬들과 싸우기 일쑤였다. 1928년 6월 22일 세인트루이스 카디널스와의 경기에서 9회에 자신에게 야유를 퍼붓던 팬에게 달려들기 위해 관중석으로 뛰어드는 사건이 벌어진다. 순간 필드에는 대략 5천여명의 양팀 관중들로 아수라장이 되었고 경찰들이 와서 관중들을 분리하고 다시 질서를 되찾았다. 그 팬은 윌슨에게 2만달러를 배상하라는 소송을 제기했지만 배심원들은 윌슨의 손을 들어줬다.
최다 타점기록
1930년 핵 윌슨은 56홈런과 190타점으로 기존 루 게릭이 갖고있던 176타점의 MLB 기록을 깬다(1999년, 그 동안 찰리 그림(Charlie Grimm)의 타점으로 알고 있었던 타점 한개가 쿠퍼스타운의 연구가 클리프 캐클라인(Cliff Kachline)에 의해 발견되고 역사학자 제로미 홀츠만(Jerome Holtzman)이 확인해서 윌슨의 타점은 191점으로 정정된다). 동 시대의 게릭 (184)과 행크 그린버그 (183) 외에 2014년까지 그 기록을 위협하는 선수는 없었다. 가장 최근이 1999년 매니 라미레즈의 165타점이다. 게다가 타점 외에도 윌슨의 56홈런은 새미 소사 (66)와 마크 맥과이어(70)의 1998년 홈런경쟁 전까지 NL 홈런 기록이었다. 그러나 아쉽게도 그 해에는 공식적인 NL MVP 상이 없었기 때문에(다음 해에 생김) 윌슨은 전미 야구기자협회로부터 그 해의 "Most Useful" 선수라는 타이틀을 받는다.
황혼 속의 홈런
1938년 9월 28일, 정규시즌 1위를 놓고 경쟁하던 컵스와 피츠버그 파이어리츠의 9회말, 아직 야간 조명시설이 없던 리글리필드는 점점 어둠이 내려오고 앞이 잘 안보이기 시작할 때 컵스의 개비 하트닛이 타석에 들어선다. 5-5 동점 투아웃, 주심도 어둠으로 게임종료를 준비하려던 무렵, 파이어리츠의 강속구 투수 메이스 브라운이 던진 공을 하트넷이 어둠 속으로 날려 버린다. 이것이 그 유명한 황혼속의 홈런인데 ESPN은 이를 역대 가장 위대한 홈런 47위로 뽑았다.
릭 먼데이와 성조기
1976년 4월 25일 LA 다저스구장, 아버지와 아들로 이루어진 두 명의 시위자가 외야필드로 뛰어 들어와 성조기에 불을 붙이려 했다. 이 때 컵스의 외야수 릭 먼데이가 바닥에 있는 성조기를 보았고 시위자들이 성냥과 라이터 기름으로 불을 붙이려고 머뭇거리는 순간 잽싸게 달려들어 성조기를 낚아 챈다. 관중들의 우뢰와 같은 박수갈채가 쏟아졌고 다음 이닝에 그가 타석에 들어설 때에는 기립박수와 함께 전광판에는 "릭 먼데이... 당신은 위대한 행동을 한거야(RICK MONDAY... YOU MADE A GREAT PLAY)"라는 문자가 띄어졌다. 후에 먼데이는 이런 말을 했다 "성조기를 태우려거든 내 눈 앞에서 하지마라. 그 동안 나는 수 많은 보훈병원을 다니며 그것을 보호하기 위해 노력했던 사내들의 부서진 몸뚱아리들을 수 없이 보아왔다"
샌드버그의 게임
1984년 6월 23일, NBC방송으로 전국 중계되던 세인트루이스와의 경기에서 9-8로 뒤지던 컵스의 9회말 공격, 라인 샌드버그가 상대의 에이스 마무리 투수 브루스 서터(Bruce Sutter)의 공을 받아쳐 동점 홈런을 때린다. 그러나 10회초 세인트루이스는 다시 2점을 따내 앞서간다. 10회말 또 다시 타석에 들어 선 샌드버그가 이번에도 수터에게 동점 투런홈런을 때린다. 이로써 샌드버그는 슈퍼스타로 떠올랐으며 샌버그의 게임으로 유명한 이 경기는 결국 11회에 컵스의 승리로 끝난다.
한 달 최다 홈런기록
1998년 6월, 이전까지 4번의 멀티홈런 포함 총 13개(마크 맥과이어의 절반도 안되는 홈런 수)의 홈런밖에 못 친 새미 소사는 6월 들어 대폭발하며 로저 메리스의 홈런기록을 쫓고 있었다. 결국 6월 한 달에만 20개의 홈런을 쳐 기존 루디 요크의 18개 기록을 깨뜨리며 MLB 기록을 세운다. 시즌 후 66개의 홈런으로 그는 NL MVP를 받는다.
10,000승

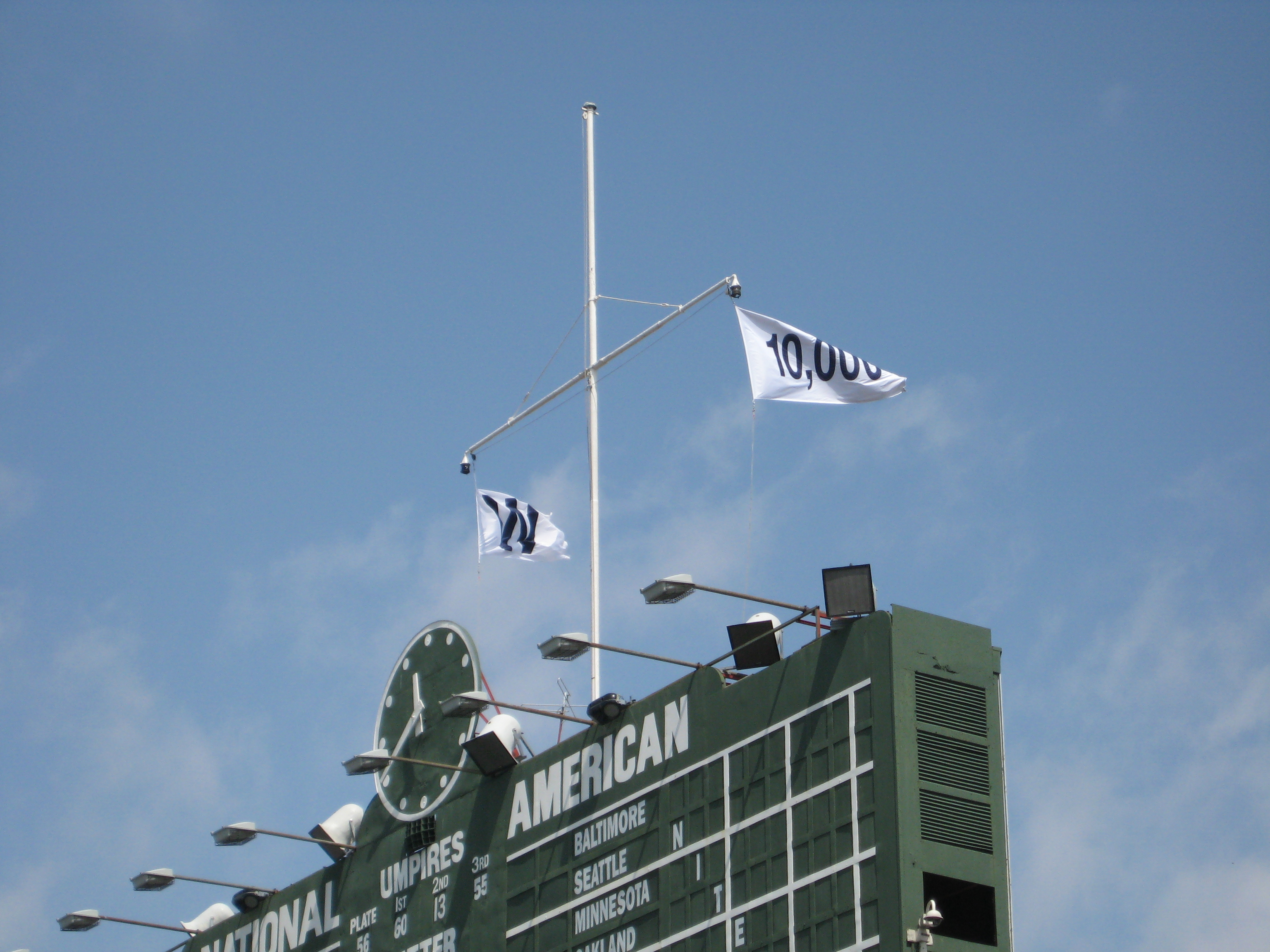
10,000 승 깃발

2008년 4월 23일, 컵스는 콜로라도 록키스를 누르고 프랜차이즈 역사상
누적 10,000승이라는 기념비적인 기록을 달성한다. 이는 프랜차이즈 초기 National Association에서 기록한 77-77 기록은 제외한 순수 내셔널 리그에서의 기록만 계산한 것이다. 포스트시즌의 기록도 제외했다. 컵스에 앞서 2005년 샌프란시스코 자이언츠가 10,000승을 달성하지만 한 도시만을 연고로 해서 처음 달성한 건 컵스 뿐이다.
우드의 20K 게임
1998년 5월 6일, 케리 우드가 통산 3번째 선발출장 만에 휴스턴 애스트로스를 상대로 탈삼진 20개를 달성한다. 이는 프랜차이즈 기록이며 MLB 타이기록이다. 역대 가장 압도적인 피칭 퍼포먼스로 여겨지는 개임이었다. 몸에 맞는 볼 하나와 안타 하나만을 허용했는데 3루수와 유격수 사이의 약한 땅볼이었지만 3루수 글러브 맞고 굴절되는 거의 에러로 기록될 수도 있었다. 그랬다면 우드는 노히터가 되는 경기였다.
우승기근
컵스는 1984년과 2008년 사이에 6번 포스트시즌에 진출했지만 1908년 이후 한번도 월드시리즈 우승을 하지 못하고 1945년 이후 시리즈에 진출하지 못하고 있다. 이 108년 간의 기근은 북미 4대 스포츠리그에서 가장 긴 기간이다. 그래서 "사랑스런 패배자들"이라고 불리고 있다. 1984년과 2003년에는 월드시리즈까지 단 1승 만을 남겨둔 적이 있었지만 결국 승리하지 못했다. 하지만, 2016년 월드시리즈에 진출, 우승하여 그 한을 풀었다.
대형 홈런들
2000년 5월 11일, 컵스의 힐(Glenallen Hill)이 좌측담장 너머 웨이브랜드가(Waveland Ave)에 있는 5층 건물의 옥상에 떨어지는 대형 홈런을 친다. 대략 500피드 (150미터)의 비거리였다. 1950년대에 한 골프 선수가 이벤트로 외야 중앙의 점수판을 맞춘적은 있지만 아직까지 홈런볼이 점수판을 맞춘 적은 없다. 1948년에 빌 니컬슨(Bill Nicholson)이 오른쪽으로 살짝 빗나가는 홈런을 친 적이 있었고 1959년에는 로베르토 클레멘테(Roberto Clemente)가 왼쪽으로 빗나가는 홈런을 친적은 있었다. 2001년에는 새미 소사의 홈런 볼이 웨이브랜드가를 넘어 켄모어가(Kenmore Ave)에 떨어진 적이 있었고 1979년에 데이브 킹맨(Dave Kingman)이 켄모어가 동쪽 한 건물의 3층 현관지붕을 때린적이 있었다. 대략 555피트(169미터)로 리글리필드 사상 가장 먼 거리의 홈런기록이다. 2015년 5월 26일에는 신인 크리스 브라이언트가 새로 설치한 대형 비데오보드를 맞추는 대략 477피트(145미터)의 대형 홈런을 치기도 했다.
그 밖에 다른 기록들
- 컵스는 1965년 9월 9일 샌디 쿠팩스에게 노히트를 당한 이 후 2015년 7월 25일 콜 해멀스(Cole Hamels)에게 노히트를 당할 때까지 가장 오랜기간(50년) 노히트를 당하지 않은 MLB 기록을 갖고 있다.
- 컵스의 역대 단일 시즌 최다 세이브기록은 1993년 랜디 마이어스의 53개이다.
- 컵스 역사상 가장 많은 완봉승을 한 투수는 모데카이 브라운의 48게임이다. 이는 다른 어떤 투수들 보다 13개 더 많은 것이다.
- 유격수 조 팅커는 1910년 6월 28일 신시내티전에서 홈스틸을 두 번 성공한 컵스 기록을 갖고 있으며 프랭크 슐트는 홈스틸 22개로 컵스 역대 기록을 갖고 있다.
- 1885년 존 클라크슨은 선발투수로 53승을 한 컵스 기록을 갖고 있다.
- 2014년 5월 11일 컵스는 필리스와 브레이브스에 이어 3번째로 10,000패를 한 팀이 되었다.

## 개인 수상자
MVP
- 1935 - 개비 하트넷(Gabby Hartnett)
- 1945 - 필 카바레타(Phil Cavarretta)
- 1952 - 행크 사우어(Hank Sauer)
- 1958 - 어니 뱅크스(Ernie Banks)
- 1959 - 어니 뱅크스(Ernie Banks)
- 1984 - 라인 샌드버그(Ryne Sandberg)
- 1987 - 안드레 도슨(Andre Dawson)
- 1998 - 새미 소사(Sammy Sosa)
- 2016 - 크리스 브라이언트(Kris Bryant)

사이 영 상
- 1971 - 퍼거슨 젱킨스(Ferguson Jenkins)
- 1979 - 브루스 서터(Bruce Sutter)
- 1984 - 릭 서트클리프(Rick Sutcliffe)
- 1992 - 그레그 매덕스(Greg Maddux)
- 2015 - 제이크 아리에타(Jake Arrieta)

올해의 루키
- 1961 - 빌리 윌리엄스(Billy Williams)
- 1962 - 켄 헙스(Ken Hubbs)
- 1989 - 제롬 월턴(Jerome Walton)
- 1998 - 케리 우드(Kerry Wood)
- 2008 - 지오바니 소토(Geovany Soto)
- 2015 - 크리스 브라이언트(Kris Bryant)

### 영구 결번
컵스는 리글리필드의 좌우 파울폴대 꼭대기에 영구 결번 선수들의 등번호가 써진 깃발을 메달아 그들을 기념한다. 좌측폴대에는 위에서부터 14, 10, 31(Jenkins) 그리고 우측폴대에는 26, 23, 31(Maddux)이 메달려있다.
| 론 산토 3B: 1960–1973 2003 9월 23일 은퇴 | 어니 뱅크스 SS, 1B: 1953–1971 1982 8월 22일 은퇴 | 라인 샌드버그 2B: 1982–1994, 1996–1997 2005 8월 28일 은퇴 | 빌리 윌리엄스 OF: 1959–1974 1987 8월 13일 은퇴 | 퍼거슨 젱킨스 P: 1966–1973, 1982–1983 2009 5월 3일 은퇴 | 그레그 매덕스 P: 1986–1992, 2004–2006 2009 5월 3일 은퇴 |

이 외에 다른 선수들의 번호도 영구 결번시키자는 움직임이 있다. 대표적인게 개비 하트넷(Gabby Hartnett)의 유니폼 셔츠다. 컵스는 1931년에 처음으로 등번호를 달았는데 처음 하트넷은 7번이었지만 다음해부터 4년간은 9번이었고 1937-40년까지는 2번이었는데 바로 이 번호를 결번으로 정하자는 것이다. 이 밖에 캡 앤슨 (shirt), 핵 윌슨 (shirt), 필 카바레타(3), 안드레 도슨 (8) 그리고 최근 은퇴한 케리 우드 (34), 새미 소사 (21), 마크 그레이스 (17) 등도 결번으로 정하자는 진정서가 들어오고 있다.
역대 주장
- 캡 앤슨 1879-1897
- 론 산토 1969-1973
- 래리 보와 1982-1985
- 새미 소사 2000-2004
- 케빈 타파니 2000-2001
- 마크 그레이스 2000
- 릭 아길레라 2000
- 조 지라디 2001-2002

## 유명한 한국인 선수
- 최희섭
- 권윤민
- 성민규
- 이학주
- 이대은
- 임창용
- 권광민
- 손호영
- 하재훈
- 김동엽

## 같이 보기
- 염소의 저주